# سفيان يونس
سفيان يونس، من مواليد 25 نوفمبر 1982، لاعب كرة قدم جزائري.

## وصلات خارجية
- سفيان يونس على موقع الاتحاد الدولي (مؤرشف)  (الإنجليزية)
- سفيان يونس على موقع قاعدة بيانات كرة القدم.إي يو (الإنجليزية)
- سفيان يونس على موقع ناشيونال فوتبول تيمز (الإنجليزية)